# كأس ميتروبا 1981–1982
كأس ميتروبا 1981-1982 هي النسخة الأربعين من البطولة وفاز بها الإيطاليون إيه سي ميلان، وهو أول لقب لهم في المسابقة.

## المباريات

### النتائج
الجولة الأولى
المباريات لعبت يومي 20 و21 أكتوبر
الجولة الثانية
المباريات لعبت يوم 4 نوفمبر
الجولة الثالثة
المباريات لعبت يوم 25 نوفمبر
الجولة الرابعة
المباريات لعبت يوم 7 أبريل
الجولة الخامسة
المباريات لعبت يوم 21 أبريل
الجولة السادسة
المباريات لعبت يوم 12 مايو

### الترتيب النهائي
| فريق                              | النقاط | لعب | فاز | تعادل | خسر | له | عليه | فرق |
| --------------------------------- | ------ | --- | --- | ----- | --- | -- | ---- | --- |
| قالب:Bandiera Milan AC            | 9      | 6   | 4   | 1     | 1   | 10 | 4    | +6  |
| قالب:Bandiera TJ Vítkovice        | 8      | 6   | 3   | 2     | 1   | 11 | 7    | +4  |
| قالب:Bandiera NK Osijek           | 4      | 6   | 1   | 2     | 3   | 7  | 8    | -1  |
| قالب:Bandiera قالب:Calcio Haladas | 3      | 6   | 1   | 1     | 4   | 7  | 16   | -9  |

## ترتيب الهدافين
| الفريق           | اللاعب            | الأهداف |
| ---------------- | ----------------- | ------- |
| تي جيه فيتكوفيتش | Jiří Klička       | 3       |
| إيه سي ميلان     | روبيرتو أنتونيللي | 2       |
| إيه سي ميلان     | فرانكو باريزي     | 2       |
|                  |                   |         |
| إن كيه أوسيك     | Gyorgy Garic      | 2       |
| هالاداس ‏         | Jindrich Kushnir  | 2       |
| هالاداس ‏         | Milano Lishanik   | 2       |
| إن كيه أوسييك    | Jozef Nagy        | 2       |